# Гисен (район)
Гисен (нем. Gießen) — район в Германии. Центр района — город Гисен. Район входит в землю Гессен. Подчинён административному округу Гисен. Занимает площадь 855 км². Население — 255,7 тыс. чел. (2010). Плотность населения — 299 человек/км².
Официальный код района — 06 5 31.
Район подразделяется на 18 общин.

## Города и общины
1. Гисен (76 391)
2. Польхайм (18 108)
3. Грюнберг (13 829)
4. Лих (13 275)
5. Бузек (12 896)
6. Хунген (12 613)
7. Веттенберг (12 433)
8. Линден (12 190)
9. Ланггёнс (11 893)
10. Райскирхен (10 556)
11. Биберталь (10 011)
12. Лаубах (9966)
13. Лоллар (9903)
14. Штауфенберг (8139)
15. Хойхельхайм (7589)
16. Фернвальд (6652)
17. Рабенау (5221)
18. Аллендорф (4070)

(30 июня 2010)